# Episodi di Chicago Fire (seconda stagione)
Chicago Fire è una serie americana
La seconda stagione della serie televisiva Chicago Fire è stata trasmessa in prima visione assoluta negli Stati Uniti da NBC dal 24 settembre 2013 al 13 maggio 2014.
In lingua italiana, la stagione è stata trasmessa in chiaro sul canale svizzero RSI LA2 dal 14 settembre 2014 al 4 gennaio 2015.
In Italia è andata in onda su Premium Action, canale a pagamento della piattaforma Mediaset Premium, a partire dal 24 ottobre dello stesso anno.
| nº | Titolo originale                 | Titolo italiano            | Prima TV USA      | Prima TV in italiano |
| -- | -------------------------------- | -------------------------- | ----------------- | -------------------- |
| 1  | A Problem House                  | Problemi di bilancio       | 24 settembre 2013 | 14 settembre 2014    |
| 2  | Prove It                         | La spia                    | 1º ottobre 2013   | 21 settembre 2014    |
| 3  | Defcon 1                         | Il piromane                | 8 ottobre 2013    | 28 settembre 2014    |
| 4  | A Nuisance Call                  | A caccia di prove          | 15 ottobre 2013   | 5 ottobre 2014       |
| 5  | A Power Move                     | Mossa vincente             | 22 ottobre 2013   | 5 ottobre 2014       |
| 6  | Joyriding                        | Situazione disperata       | 12 novembre 2013  | 12 ottobre 2014      |
| 7  | No Regrets                       | Nessun rimpianto           | 19 novembre 2013  | 12 ottobre 2014      |
| 8  | Rhymes With Shout                | Un nuovo arrivo            | 26 novembre 2013  | 19 ottobre 2014      |
| 9  | You Will Hurt Him                | Relazioni difficili        | 3 dicembre 2013   | 19 ottobre 2014      |
| 10 | Not Like This                    | Non così                   | 10 dicembre 2013  | 26 ottobre 2014      |
| 11 | Shoved In My Face                | La verità                  | 7 gennaio 2014    | 26 ottobre 2014      |
| 12 | Out With a Bang                  | Uno scherzo mancato        | 14 gennaio 2014   | 9 novembre 2014      |
| 13 | Tonight's the Night              | Una notte da ricordare     | 21 gennaio 2014   | 9 novembre 2014      |
| 14 | Virgin Skin                      | La vittima                 | 25 febbraio 2014  | 16 novembre 2014     |
| 15 | Keep Your Mouth Shut             | Tieni la bocca chiusa      | 6 marzo 2014      | 16 novembre 2014     |
| 16 | A Rocket Blasting Off            | Una festa sorprendente     | 11 marzo 2014     | 23 novembre 2014     |
| 17 | When Things Got Rough            | Quando il gioco si fa duro | 18 marzo 2014     | 23 novembre 2014     |
| 18 | Until Your Feet Leave the Ground | Un difficile confronto     | 8 aprile 2014     | 30 novembre 2014     |
| 19 | A Heavy Weight                   | Sensi di colpa             | 15 aprile 2014    | 7 dicembre 2014      |
| 20 | A Dark Day                       | Un giorno disperato        | 29 aprile 2014    | 7 dicembre 2014      |
| 21 | One More Shot                    | Un'altra opportunità       | 6 maggio 2014     | 7 dicembre 2014      |
| 22 | Real Never Waits                 | La vita non aspetta        | 13 maggio 2014    | 2 gennaio 2015       |

## Episodio 1 - Problemi di bilancio
- Titolo originale: A Problem House
- Diretto da: Joe Chappelle
- Scritto da: Michael Brandt, Derek Haas

### Trama
Durante questa stagione, Severide diventa vittima di un piromane che lo prende di mira con attacchi personali e incendi dolosi, mettendo a dura prova sia la sua sicurezza sia quella della caserma. Nel frattempo, il capitano Boden si scontra con un consulente di alto livello, il quale sta valutando la possibilità di chiudere la Firehouse 51, generando tensioni tra il personale e rischiando di compromettere il futuro del distretto. Nel giorno del primo anniversario della morte di Andy, Casey si trova immerso nei ricordi del suo compagno, riflettendo sull’impatto della sua scomparsa e sulla sua eredità all’interno della squadra. Shay, invece, è coinvolta in un dilemma personale: inizia a porsi domande riguardo alla reale paternità del bambino che aspetta da Severide, dubbi che influenzano il suo rapporto con lui. Infine, la fidanzata giapponese di Mouch arriva in visita alla caserma, portando con sé nuove dinamiche e momenti di leggerezza all’interno del gruppo..
- Guest star: Michelle Forbes (Direttrice finanziaria Gail McLeod).

- Ascolti USA: telespettatori 9.700.330[6]

## Episodio 2 - La spia
- Titolo originale: Prove It
- Diretto da: Tom DiCillo
- Scritto da: Michael Brandt, Derek Haas

### Trama
Casey lotta con le conseguenze fisiche e psicologiche derivanti dall’incidente che ha coinvolto Heather, cercando di superare le difficoltà che ne sono scaturite mentre continua a svolgere il suo ruolo nella caserma. Nel frattempo, Severide riesce a intercettare un possibile attacco incendiario diretto proprio alla Firehouse 51, anticipando così una grave minaccia per i suoi colleghi e mettendo in allerta tutta la squadra. In questo contesto teso, Severide si apre con Renee, confessandole i suoi dubbi riguardo alla paternità del bambino che aspettano, un tema che crea ulteriore tensione emotiva. Intanto, Mouch decide di candidarsi come presidente del sindacato dei vigili del fuoco, impegnandosi in una nuova battaglia per rappresentare e tutelare i diritti dei suoi colleghi all’interno della comunità professionale.
- Guest star: Michelle Forbes (Direttrice finanziaria Gail McLeod).
- Ascolti USA: telespettatori 8.940.000[7]

## Episodio 3 - Il piromane
- Titolo originale: Defcon 1
- Diretto da: Joe Chappelle
- Scritto da: Michael Brandt, Derek Haas

### Trama
Severide intraprende una ricerca intensa per raccogliere prove concrete che possano confermare i suoi sospetti sull’identità del piromane che minaccia la sicurezza della caserma e della città. La sua determinazione lo porta a seguire piste pericolose, mentre cerca di proteggere i suoi colleghi da ulteriori attacchi. Nel frattempo, Casey cerca di adattarsi al suo nuovo stile di vita, affrontando le sfide e i cambiamenti che questo comporta, sia a livello personale sia professionale, mentre cerca un equilibrio tra lavoro e vita privata. Parallelamente, il Bar Molly’s, luogo di ritrovo storico per i pompieri, si trova in difficoltà finanziarie e rischia seriamente di dover chiudere, creando preoccupazione tra i membri della squadra. Intanto, Dawson decide di uscire per un appuntamento, segnando un momento di svolta nella sua vita sentimentale e personale. Nel frattempo, la campagna elettorale di Mouch prende slancio, coinvolgendo sempre più colleghi e cittadini, mentre lui si impegna a rappresentare al meglio gli interessi dei vigili del fuoco nella sua candidatura a presidente del sindacato.
- Guest star: Mike Starr (Boss del crimine Arthur), Michelle Forbes (Direttrice finanziaria Gail McLeod).
- Ascolti USA: telespettatori 7.630.000[8]

## Episodio 4 - A caccia di prove
- Titolo originale: A Nuisance Call
- Diretto da: Steve Shill
- Scritto da: Michael Brandt, Derek Haas

### Trama
Severide è determinato a catturare il piromane seriale che da tempo rappresenta una minaccia per la sicurezza della città e per la sua stessa squadra. La sua caccia all’uomo si fa sempre più serrata e pericolosa, mentre cerca indizi e connessioni per smascherare il colpevole e porre fine agli incendi dolosi. Nel frattempo, Dawson e Shay vivono un momento inaspettato durante una chiamata di routine: una sorpresa che li coinvolge emotivamente e che altera il normale svolgimento delle loro giornate lavorative, portando nuove tensioni e riflessioni. All’interno della caserma, cresce la diffidenza nei confronti di Clarke, che viene sospettato di essere la talpa responsabile di fughe di informazioni riservate, creando sospetti e divisioni nel gruppo. Nel contesto di queste difficoltà, il Bar Molly’s continua a lottare contro gravi problemi finanziari che mettono a rischio la sua sopravvivenza, un fattore che preoccupa profondamente tutti i vigili del fuoco che lo considerano un punto di riferimento. Infine, il capitano Boden si trova in forte contrasto con Gail McLaud, una figura influente con cui si scontra su decisioni strategiche e amministrative, alimentando conflitti che potrebbero avere ripercussioni importanti sul futuro della caserma.
- Guest star: Michelle Forbes (Direttrice finanziaria Gail McLeod).
- Ascolti USA: telespettatori 8.180.000[9]

## Episodio 5 - Mossa vincente
- Titolo originale: A Power Move
- Diretto da: Jann Turner
- Scritto da: Andi Bushell

### Trama
Il futuro di Boden come capo della caserma dei pompieri si trova a un punto critico quando Gail McLaud inizia a spingerlo verso un pensionamento anticipato. Con determinazione, McLaud individua un potenziale sostituto da proporre come nuovo leader della caserma, mettendo così in discussione la posizione di Boden e generando tensioni all’interno del corpo dei vigili del fuoco. Nel frattempo, dopo indagini approfondite e momenti di sospetto, viene finalmente chiarita l’identità della talpa responsabile delle fughe di informazioni all’interno della caserma, un evento che scuote profondamente la fiducia tra i membri della squadra. Parallelamente, continuano a persistere i problemi finanziari del Bar Molly’s, punto di ritrovo fondamentale per i pompieri, che rischia seriamente la chiusura. A complicare ulteriormente la situazione, il boss del crimine locale, Arthur, mostra la sua ferma determinazione a non cedere terreno e inizia a minacciare apertamente i gestori del locale, mettendo in pericolo la sicurezza e la stabilità dell’ambiente in cui si riuniscono i vigili del fuoco.
- Guest star: Mike Starr (Boss del crimine Arthur), Michelle Forbes (Direttrice finanziaria Gail McLeod).
- Ascolti USA: telespettatori 7.450.000[9]

## Episodio 6 - Situazione disperata
- Titolo originale: Joyriding
- Diretto da: Steve Shill
- Scritto da: Derek Haas e Tim Talbott

### Trama
Severide riceve una visita del tutto inaspettata che gli porta notizie importanti e sorprendenti riguardo a suo padre, informazioni che mettono in discussione alcuni aspetti del suo passato e che influenzano profondamente il suo stato d’animo. La sua giornata, già segnata da questa rivelazione, peggiora ulteriormente quando la sua corsa mattutina si trasforma improvvisamente in un’emergenza: durante il percorso, infatti, Severide nota un ragazzo intrappolato all’interno di un escavatore in una situazione potenzialmente letale. Grazie al tempestivo intervento e all’uso dell’auto di Shay, riesce a mettere in salvo il giovane, evitando una tragedia imminente. Nel frattempo, Mouch affronta un momento decisivo nella sua campagna per la presidenza del sindacato, partecipando a un acceso dibattito con Greg Sullivan, il suo principale avversario ricandidato. Durante il confronto, Mouch dimostra integrità e correttezza rifiutandosi di utilizzare strategie scorrette o colpi bassi contro Sullivan, scelta che, pur nobile, sembra compromettere seriamente le sue possibilità di vittoria nelle elezioni. In un clima di grande tensione, Boden decide di rassegnare le proprie dimissioni, un gesto che compie con l’obiettivo di salvaguardare la caserma e garantire la sua sopravvivenza, anche a costo di sacrificare la propria posizione di comando. Parallelamente, Gabriela si trova coinvolta in una situazione pericolosa quando Arthur, un boss criminale locale, fa irruzione al Molly’s accompagnato da Jay, che si trova lì sotto copertura, e da un altro scagnozzo. Arthur intende estorcere denaro ai gestori del locale e tenta addirittura di appiccare un incendio per mettere pressione, ma Jay interviene tempestivamente riuscendo a fermare l’aggressore prima che possa causare danni gravi o mettere in pericolo la vita di Gabriela.
- Guest star: Mike Starr (Boss del crimine Arthur), Michelle Forbes (Direttrice finanziaria Gail McLeod).
- Ascolti USA: telespettatori 8.080.000[9]

## Episodio 7 - Nessun rimpianto
- Titolo originale: No Regrets
- Diretto da: Michael Slovis
- Scritto da: Michael Brandt, Ryan Rege Harris

### Trama
Gli uomini della caserma vengono chiamati a intervenire in seguito al deragliamento di un treno avvenuto nelle vicinanze di una fabbrica, una situazione che si presenta immediatamente come un’emergenza complessa e pericolosa. A causa dei tagli di bilancio imposti da McLaud, la squadra deve affrontare crescenti difficoltà operative, tra risorse limitate e tensioni interne che complicano il coordinamento degli interventi. Nonostante ciò, i vigili del fuoco si concentrano con grande impegno su un serbatoio di gas propano che, a seguito del deragliamento, ha preso fuoco, rischiando di provocare un’esplosione catastrofica. Parallelamente, Heather viene rilasciata dalla prigione e, a seguito della sua nuova libertà, prende una decisione importante che segnerà un punto di svolta nella sua vita, influenzando il suo futuro personale e le relazioni con gli altri membri della caserma. Nel frattempo, Boden riceve una chiamata significativa dal medico curante, che gli comunica con sollievo di non aver subito danni ai polmoni nonostante l’esposizione all’amianto avvenuta durante un crollo nel 1985, un’informazione che gli permette di affrontare con maggiore serenità le sfide della sua posizione e della sua salute.
- Guest star: Michelle Forbes (Direttrice finanziaria Gail McLeod).
- Ascolti USA: telespettatori 7.490.000[9]

## Episodio 8 - Un nuovo arrivo
- Titolo originale: Rhymes Whit Shout
- Diretto da: Joe Chappelle
- Scritto da: Andrea Newman

### Trama
Shay prende la difficile decisione di lasciare la caserma 51, aprendo così un vuoto nel team che viene rapidamente colmato dall’assunzione di un nuovo giovane pompiere, che cerca di integrarsi nel gruppo e di dimostrare il proprio valore. Nel frattempo, Severide tenta di costruire un legame con un membro ritrovato della sua famiglia: la sorellastra, figlia di Benny Severide nata dopo che quest’ultimo abbandonò Kelly e sua madre. Questa nuova connessione porta Severide a confrontarsi con aspetti personali fino ad allora inesplorati, mentre cerca di instaurare un rapporto di fiducia con la giovane. Nel frattempo, Cruz si trova coinvolto in un tragico evento: assiste impotente all’omicidio della sua vicina di casa, una bambina colpita da colpi di arma da fuoco mentre andava in bicicletta, vittima di una violenza legata a una gang locale. Per catturare i responsabili, il comandante Voight ricorre a un ricatto nei confronti di Cruz, minacciandolo: se non convincerà suo fratello, ex membro della gang, a lavorare sotto copertura, aprirà un’inchiesta sull’incendio che in passato causò la morte di Flaco, un noto esponente della gang, evento avvenuto quando Cruz era in servizio sul campo. In un momento di grande intensità emotiva, alla fine della giornata Cruz chiede a Zoya di sposarlo, segnando un importante passo nella loro relazione. Intanto, Otis e Severide subiscono un duro colpo quando, rientrando al loro appartamento dopo il turno, scoprono che la casa è stata svaligiata da Devon, la ragazza di Shay, una situazione che crea ulteriore tensione e difficoltà personali. Nel frattempo, Dawson e Casey, dopo aver condiviso momenti di vicinanza e sostegno reciproco, si scambiano un bacio che segna l’inizio di una relazione più profonda, culminata nel consumare un rapporto sessuale che sancisce un nuovo capitolo per entrambi.
- Guest star: Jason Beghe (Detective Hank Voight), Michelle Forbes (Direttrice finanziaria Gail McLeod).
- Ascolti USA: telespettatori 6.910.000

## Episodio - 9 Relazioni difficili
- Titolo originale: You Will Hurt Him
- Diretto da: Sanford Bookstaver
- Scritto da: Michael Gilvary

### Trama
Dawson e Casey finalmente iniziano una relazione sentimentale stabile, superando le incertezze e le tensioni del passato e aprendo un nuovo capitolo nella loro vita personale e professionale. Nel frattempo, Shay decide di denunciare Devon per furto dopo che quest’ultimo ha svaligiato il loro appartamento, un gesto che porta ulteriore conflitto nella sua vita. In un momento di profonda riflessione e sofferenza, Shay si reca nel suo luogo speciale, un angolo tranquillo vicino al fiume, dove si concede un momento di solitudine per meditare sul proprio futuro, arrivando a contemplare pensieri estremi e la possibilità di farla finita. Intanto, alla caserma arriva una chiamata urgente di soccorso: un poliziotto è rimasto intrappolato sul tetto di una casa mentre tentava di salvare un gattino in pericolo. La squadra di soccorso si mobilita immediatamente, accompagnata dai paramedici, con Dawson e un paramedico dal carattere fatalista che temporaneamente sostituisce Shay, impegnati in questa delicata operazione di salvataggio. Nel frattempo, la sorellastra di Kelly Severide decide di contribuire alla vita della caserma preparando un pasto per i colleghi, un gesto che rafforza i legami all’interno del gruppo. Peter Mills riprende i contatti con un’amica di Gabriela, che aveva supportato Mouch durante la sua campagna elettorale, riallacciando così rapporti importanti per la squadra. Nel frattempo, Leon, il fratello di Cruz, rimane coinvolto in una sparatoria ma riesce a uscire illeso dalla situazione e, grazie al suo coraggio, riesce a incastrare la gang responsabile della morte di Ivette, portando giustizia. Zoya, invece, prende una decisione difficile e si rifiuta di sposare Jo, decidendo di partire per la Russia per seguire il proprio percorso personale. Nel frattempo, Boden riceve una visita dalla McLeod, che lo invita con fermezza a considerare la chiusura della caserma. La motivazione è legata a un costo di 40.000 dollari che il distretto deve rimborsare al proprietario di un tritarifiuti distrutto durante un intervento di salvataggio, quando una persona era rimasta intrappolata all’interno della macchina, situazione che mette ulteriore pressione sulla sopravvivenza della caserma.
- Guest star: Jason Beghe (Detective Hank Voight), Michelle Forbes (Direttrice finanziaria Gail McLeod).
- Ascolti USA: telespettatori 8.220.000

## Episodio 10 - Non così
- Titolo originale: Not Like This
- Diretto da: Alex Chapple
- Scritto da: Michael Brandt, Derek Haas

### Trama
La Caserma 51 si trova sull’orlo della chiusura, una notizia che scuote profondamente l’intera comunità circostante, la quale decide di unirsi e radunarsi in segno di protesta contro questa decisione che minaccia il loro punto di riferimento fondamentale in materia di sicurezza e soccorso. Nel frattempo, Mouch scopre che dietro l’intenzione di chiudere la Caserma 51 si cela un interesse economico della McLaud, che mira ad aumentare del 10% i propri introiti a scapito della squadra. In seguito alle dimissioni di Sullivan, Mouch assume la leadership del sindacato con determinazione, deciso a combattere per salvare la caserma e i suoi colleghi. Nel frattempo, Shay fa ritorno alla Caserma 51 dopo essersi riappacificata con Gabriela, che riceve una notizia importante: una lettera dall’Accademia dei Vigili del Fuoco che conferma l’accettazione della sua domanda di partecipazione ai corsi, domanda presentata diversi anni prima, aprendo così nuove prospettive per il suo futuro professionale. Intanto, Clarke viene sottoposto a indagine per il sospetto coinvolgimento nell’omicidio di un uomo che aveva estorto denaro all’ex moglie, una situazione che getta ombre sulla sua reputazione e mette in tensione l’intero gruppo. Grazie al lavoro di squadra e all’impegno costante, gli uomini della Caserma 51 riescono infine a incastrare la McLaud, smascherandone le manovre e ottenendo la salvezza della caserma, un traguardo fondamentale per tutti loro. Tuttavia, durante un’azione di soccorso particolarmente rischiosa, Casey subisce una grave ferita alla testa mentre salva un bambino intrappolato in una casa in fiamme, un evento che mette a dura prova non solo la sua salute ma anche lo spirito di tutta la squadra.
- Guest star: Michelle Forbes (Direttrice finanziaria Gail McLeod).
- Ascolti USA: telespettatori 9.2320.000

## Episodio 11 - La verità
- Titolo originale: Shoved in my face
- Diretto da: Jean de Segonzac
- Scritto da: Hilly Hicks Jr.

### Trama
Casey fa ritorno in caserma dopo un lungo e difficile periodo di recupero, seguito all’incidente grave che ha rischiato di costargli la vita. Il suo rientro è carico di emozioni, ma anche di dubbi e paure legati alla sua capacità di tornare pienamente operativo e di affrontare nuovamente le situazioni pericolose tipiche del suo lavoro. Nel frattempo, Shay fa la conoscenza del suo nuovo partner, un collega con cui inizia a instaurare un rapporto professionale e personale, esplorando nuove dinamiche all’interno della caserma. Parallelamente, Dawson inizia ufficialmente il suo percorso di formazione presso l’Accademia dei vigili del fuoco, un passaggio fondamentale per la sua crescita professionale che la porterà a confrontarsi con prove impegnative, addestramento rigoroso e nuovi insegnamenti tecnici. Nel frattempo, Severide assume il ruolo di insegnante temporaneo proprio all’Accademia, incarico che lo vede impegnato nella formazione dei futuri vigili del fuoco. Tuttavia, durante questa esperienza, Severide comincia a nutrire dei dubbi nei confronti di uno dei candidati, mettendo in discussione le sue capacità e la sua reale motivazione a intraprendere questa difficile carriera, elemento che crea tensioni e riflessioni sul futuro della squadra e sul valore del proprio ruolo educativo.
- Guest star: Christine Evangelista (Paramedico Allison Rafferty), Daisy Betts (Candidata VDF Rebecca Jones).

## Episodio 12 - Uno scherzo mancato
- Titolo originale: Out With a Bang
- Diretto da: Alik Sakharov
- Scritto da: Andrea Newman

### Trama
Casey lotta con sé stesso e con gli altri per dimostrare di essere completamente guarito e capace di svolgere il proprio lavoro senza limitazioni. Cerca in ogni modo di convincere i colleghi in caserma, ma soprattutto se stesso, di essere in piena forma, anche se dentro di lui permangono dubbi e paure legate all’incidente che ha subito. Nel frattempo, Shay si ritrova coinvolta in una situazione legale delicata: durante una chiamata di emergenza ha assistito al suicidio di una persona, evento che attira l’attenzione di avvocati pronti a indagare e a mettere in discussione la sua condotta professionale, aumentando lo stress e la pressione su di lei. Contemporaneamente, Boden si occupa di un problema urgente in un condominio dove il proprietario si è dimostrato negligente nella manutenzione, mettendo a rischio la sicurezza degli abitanti; Boden interviene per trovare una soluzione e prevenire possibili incidenti, dimostrando il suo impegno anche fuori dalla caserma. Dawson, nel frattempo, affronta una sfida personale significativa: deve superare la sua claustrofobia, una paura che potrebbe compromettere la sua efficacia nelle operazioni di salvataggio in spazi ristretti, e si impegna in un percorso di crescita per vincere questo limite. Nel frattempo, un nuovo membro si unisce alla squadra: Peter Mills, che porta con sé entusiasmo e voglia di fare, ma che ben presto si ritrova coinvolto in un complicato confronto con un giornalista, situazione che rischia di mettere a repentaglio la sua reputazione e di creare tensioni interne al gruppo.
- Guest star: Christine Evangelista (Paramedico Allison Rafferty), Daisy Betts (Candidata VDF Rebecca Jones).

## Episodio 13 - Una notte da ricordare
- Titolo originale: Tonight's the Night
- Diretto da: Jann Turner
- Scritto da: Derek Haas, Tim Talbott

### Trama
Durante una notte particolarmente fredda e gelida a Chicago, la Caserma 51 viene chiamata a intervenire in seguito a un grave incidente stradale. Mentre i vigili del fuoco sono impegnati nelle operazioni di soccorso, un improvviso blackout lascia completamente al buio un intero quartiere della città, complicando ulteriormente le operazioni di emergenza e creando situazioni di pericolo e confusione tra i residenti. Nel corso di questa caotica situazione, Clarke si trova coinvolto in un episodio di saccheggio: individuati alcuni malviventi che approfittano del blackout per mettere a segno furti, Clarke reagisce prontamente riuscendo a bloccarli e a tenerli sotto tiro fino all’arrivo delle forze dell’ordine, dimostrando grande sangue freddo e determinazione. Nel frattempo, alla Caserma 51 si presentano alcuni ospiti inattesi e sgraditi, che generano tensioni e mettono alla prova la coesione della squadra. Casey, invece, affronta una dura battaglia personale: soffre di ricorrenti mal di testa e di una preoccupante perdita di memoria, condizioni che lo mettono in difficoltà sia nella vita privata sia in quella lavorativa, costringendolo a confrontarsi con la sua fragilità. Nel frattempo, la sorella di Severide, Katie, scompare misteriosamente, gettando Severide e i suoi colleghi in una frenetica ricerca e in un clima di forte preoccupazione. Infine, Hermann, Dawson e Otis si riuniscono per discutere del futuro incerto del bar Molly’s, un punto di ritrovo importante per la squadra, che sta attraversando gravi difficoltà economiche e rischia la chiusura, alimentando così ulteriori tensioni e incertezze per tutti i membri della caserma.
- Guest star: Christine Evangelista (Paramedico Allison Rafferty)

## Episodio 14 - La vittima
- Titolo originale: Virgin Skin
- Diretto da: Karen Gaviola
- Scritto da: Michael Brandt, Ryan Rege Harris

### Trama
Severide prosegue con determinazione la sua incessante ricerca della sorella Katie, scomparsa in circostanze ancora ignote. Per ottenere aiuto e accelerare le indagini, decide di rivolgersi ufficialmente alla polizia di Chicago, collaborando con gli agenti per raccogliere indizi e tracce che possano condurlo a ritrovarla sana e salva. Nel frattempo, Casey comincia a manifestare sintomi preoccupanti: improvvisamente inizia a sanguinare da un orecchio, un segnale che lo costringe a sottoporsi a una serie di accertamenti medici approfonditi. I risultati della diagnosi, tuttavia, potrebbero mettere a serio rischio la sua carriera da vigile del fuoco, generando in lui dubbi e timori sul suo futuro professionale e personale. Contemporaneamente, Rafferty si trova coinvolta in una causa legale, poiché una vittima di un incidente decide di citarla in giudizio, mettendo a dura prova la sua reputazione e la sua posizione all’interno della caserma. Nel frattempo, gli uomini della Caserma 51 trovano il modo di ricambiare un gesto di solidarietà ricevuto tempo prima da una giovane vittima, che li aveva sostenuti con coraggio e determinazione quando la caserma stava affrontando la minaccia di una possibile chiusura. In segno di riconoscenza e supporto, la squadra decide di aiutarla concretamente, dimostrando ancora una volta lo spirito di comunità e il forte legame che li unisce ai cittadini che proteggono ogni giorno.
- Guest star: Daisy Betts (Candidata VDF Rebecca Jones).

## Episodio 15 - Tieni la bocca chiusa
- Titolo originale: Keep Your Mouth Shut
- Diretto da: Holly Dale
- Scritto da: Michael Gilvary

### Trama
Dawson fa ritorno alla sua vecchia caserma con il morale a terra, dopo non essere riuscita a superare l’addestramento necessario per diventare vigile del fuoco. Delusa ma determinata, decide di riprendere servizio sull’ambulanza 61, ritornando così alle sue origini e al ruolo di paramedico. Nel frattempo, alla Caserma 51 si presenta una nuova candidata, Rebecca Jones, che aspira a entrare a far parte della squadra. Tuttavia, il suo arrivo non è accolto con entusiasmo: la maggior parte dei membri della caserma la accoglie con freddezza e diffidenza, mettendola subito alla prova. Solo Dawson mostra un atteggiamento più aperto, ma allo stesso tempo sviluppa una sottile gelosia nei confronti di Rebecca, percependo in lei una possibile minaccia al proprio ruolo e alla propria posizione nel gruppo. Nel frattempo, Casey e il suo equipaggio manifestano una crescente frustrazione nei confronti della nuova candidata, mentre Hermann la giudica eccessivamente iperattiva e poco disciplinata, un atteggiamento che rischia di compromettere la coesione della squadra. In un episodio particolarmente drammatico, Dawson dimostra la sua prontezza di riflessi e la sua forza d’iniziativa salvando una ragazzina che era stata nascosta dentro un bidone per la raccolta di abiti usati; grazie al suo intervento tempestivo, la giovane viene messa in salvo, suscitando ammirazione e rispetto tra i colleghi. Nel frattempo, Severide riceve notizie inquietanti e sgradevoli riguardo all’uomo che ha organizzato il rapimento di sua sorella Katie, notizie che riaccendono in lui la determinazione a trovare giustizia e a proteggere la sua famiglia, mentre si prepara ad affrontare nuove sfide personali e professionali.
- Guest star: Daisy Betts (Candidata VDF Rebecca Jones).

## Episodio 16 - Una festa sorprendente
- Titolo originale: A Rocket Blasting Off
- Diretto da: Sanford Bookstaver
- Scritto da: Matt Olmstead, Hilly Hicks Jr.

### Trama
Severide e Otis si trovano al centro di un delicato interrogatorio riguardante la misteriosa scomparsa del presunto rapitore di Katie. Entrambi vengono considerati possibili sospetti dalle autorità, e questa accusa getta un’ombra di tensione e sospetto all’interno della Caserma 51, mettendo a dura prova i loro rapporti personali e professionali. Nel frattempo, Dawson riflette seriamente sulla possibilità di ripetere l’esame all’Accademia dei vigili del fuoco, desiderosa di superare finalmente la prova che le permetterebbe di realizzare il suo sogno di diventare pompiere a tutti gli effetti. Parallelamente, Hermann prende una decisione singolare e insolita: intende sottoporsi a una vasectomia come regalo per l’anniversario di matrimonio con sua moglie, una scelta che suscita grande sorpresa e persino orrore tra i suoi colleghi, i quali non riescono a comprendere appieno le motivazioni dietro questa decisione così personale e drastica. Infine, Casey e Boden si trovano in una posizione difficile quando ricevono un ordine diretto dal vice capo del distretto, che è anche il padre di Rebecca: devono forzare Rebecca a lasciare il servizio attivo sul campo e a trasferirsi a un incarico d’ufficio, una scelta che rischia di compromettere il suo futuro nella caserma e di creare ulteriori tensioni all’interno del gruppo.
- Guest star: Jason Beghe (Detective Hank Voight), Daisy Betts (Candidata VDF Rebecca Jones).
- Citazioni: "Ce l'hanno con Otis?? Ma se non riesce ad uccidere nessuno nemmeno nei videogiochi!" (Paramedico Leslie Shay)

## Episodio 17 - Quando il gioco si fa duro
- Titolo originale: When Things Got Rough
- Diretto da: Jann Turner
- Scritto da: Andrea Newman

### Trama
La Caserma 51 risponde a una chiamata urgente per un incendio che ha avvolto completamente una casa, mettendo in pericolo la vita degli abitanti. Durante l’intervento, Casey scopre che il padre di una delle vittime si è gettato coraggiosamente sui suoi figli per proteggerli dalle fiamme, sacrificandosi eroicamente per salvarli. Questo gesto di estremo coraggio commuove profondamente tutta la squadra, che piange la perdita del padre e rende omaggio al suo sacrificio. Tuttavia, nonostante gli sforzi eroici dei pompieri, la situazione si complica ulteriormente quando l’equipaggio viene citato in giudizio dalla vedova del defunto, la quale sostiene che la Caserma 51 non sia riuscita a salvare il marito, innescando una dolorosa battaglia legale che mette a dura prova la reputazione e la solidarietà del gruppo. Nel frattempo, Mouch affronta una dolorosa rottura sentimentale: la sua ragazza decide di lasciarlo, lasciandolo a confrontarsi con il dolore della separazione. Contemporaneamente, Dawson si ritrova vittima di uno stalker, una situazione che le crea ansia e paura, costringendola a cercare protezione e supporto tra i colleghi. Nel corso delle operazioni, Severide interviene per salvare un uomo rimasto intrappolato con il braccio bloccato in un parafango, e con sorpresa scopre che si tratta di un ex vigile del fuoco, il che aggiunge un ulteriore livello di empatia e comprensione alla sua azione di soccorso.
- Guest star: Daisy Betts (Candidata VDF Rebecca Jones).

## Episodio 18 - Un difficile confronto
- Titolo originale: Until Your Feet Leave the Ground
- Diretto da: Michael Slovis
- Scritto da: Matt Olmstead, Mick Betancourt

### Trama
La Caserma 51 viene chiamata a intervenire per prestare soccorso a un uomo rimasto intrappolato in uno spazio angusto e pericoloso, incastrato tra due edifici strettamente vicini tra loro. La squadra affronta la difficile operazione con grande determinazione e coordinazione, cercando di estrarre l’uomo senza aggravare la sua situazione. Nel frattempo, Severide si trova a dover gestire un caso particolarmente personale: tenta infatti di assistere un ex vigile del fuoco che aveva salvato in un precedente intervento, dimostrando non solo professionalità ma anche una profonda empatia verso chi condivide la stessa missione. Nel contesto delle dinamiche personali, Dawson e Casey si trovano a discutere intensamente, affrontando tensioni nate da incomprensioni o pressioni esterne, ma entrambi cercano di trovare un punto di equilibrio. Nel frattempo, Dawson e Shay pianificano con entusiasmo un fine settimana di ritiro lontano dalla frenesia della città, un momento di pausa e riflessione che li aiuterà a rafforzare il loro legame e a ricaricare le energie. Parallelamente, Mouch si sta preparando con l’aiuto e il sostegno dei suoi colleghi per affrontare il suo primo appuntamento dopo la recente rottura sentimentale, affrontando con nervosismo ma anche speranza questa nuova esperienza nella sua vita personale. Nel frattempo, la squadra si impegna anche in un intervento delicato per aiutare un uomo in crisi, che manifesta intenzioni suicide: con tatto e sensibilità, cercano di offrirgli supporto e comprensione, mettendo in campo tutta la loro esperienza umana e professionale. Infine, Casey si dedica a sostenere Jones, aiutandolo a superare una difficile situazione personale che lo sta mettendo a dura prova, dimostrando ancora una volta la forte solidarietà e il senso di famiglia che unisce i membri della Caserma 51.
- Guest star: Daisy Betts (Candidata VDF Rebecca Jones).

## Episodio 19 - Sensi di colpa
- Titolo originale: A Heavy Weight
- Diretto da: Reza Tabrizi
- Scritto da: Michael Gilvary

### Trama
Dopo il tragico suicidio di Jones, la tensione all’interno della Caserma 51 si fa palpabile e il morale dell’intera squadra è profondamente scosso. I membri cercano di affrontare il dolore in modi diversi, ma l’atmosfera rimane pesante e carica di emozioni contrastanti. In questo clima di grande tristezza, Dawson riceve una busta misteriosa, lasciatale da Jones poco prima della sua morte; si intuisce che al suo interno possa esserci un messaggio scritto, un’ultima comunicazione che Jones ha voluto affidarle. Tuttavia, Dawson sceglie di tenere per sé il contenuto della busta, affrontando da sola il peso di quel segreto e delle implicazioni emotive che ne derivano. Nel frattempo, Casey si trova impegnato nella ricerca di un anello speciale, un simbolo concreto del suo affetto per Dawson, con l’intenzione di sorprenderla e di rafforzare il loro legame in un momento tanto delicato. Questo gesto di amore e speranza si intreccia con le difficoltà e le incertezze che la squadra sta vivendo, sottolineando come, anche nei momenti più bui, l’amicizia e i sentimenti autentici possano offrire una via di luce e di conforto.

## Episodio 20 - Un giorno disperato
- Titolo originale: A Dark Day
- Diretto da: Joe Chappelle
- Scritto da: Dick Wolf e Matt Olmstead
- Teleplay di: Michael Brandt e Derek Haas

### Trama
Una terribile e violenta esplosione scuote improvvisamente un ospedale di Chicago, seminando caos e panico tra pazienti, personale medico e cittadini. Sul luogo dell’incidente arrivano immediatamente Dawson e Casey, pronti a intervenire per soccorrere le numerose persone coinvolte nell’esplosione e gestire la situazione di emergenza. Nel frattempo, la città intera è travolta dal disordine e dall’angoscia, mentre le agenzie investigative – tra cui l’Intelligence locale e l’FBI – uniscono le forze per cercare rapidamente di identificare e catturare i responsabili di questo atto di violenza. La situazione si complica ulteriormente quando si scopre che Dawson è rimasta intrappolata sotto le macerie dell’edificio parzialmente crollato, bloccata in una posizione precaria che la mette in serio pericolo. Casey e Severide, con determinazione e urgenza, si lanciano nelle operazioni di ricerca e salvataggio, rischiando la loro stessa incolumità per raggiungere Dawson e portarla in salvo prima che la struttura possa crollare definitivamente. Nel frattempo, il resto della squadra si concentra sull’assistenza immediata delle numerose vittime sparse fuori dall’ospedale, prestando cure e conforto in condizioni di grande difficoltà e tensione. Tra le persone ricoverate, Zoe – la giovane nipote di Burgess – è una delle più gravi, e la sua presenza in ospedale getta nel panico e nella disperazione la madre Kim, che teme per la vita della figlia e si aggrappa a ogni speranza in un momento così drammatico e delicato.
- Guest star: Jason Beghe (Detective Hank Voight), Christine Evangelista (Paramedico Allison Rafferty).
- Questo episodio inizia un crossover con Chicago P.D., che si conclude nell'episodio "A ogni costo".

## Episodio 21 - Un'altra opportunità
- Titolo originale: One More Shot
- Diretto da: Jean de Segonzac
- Scritto da: Andrea Newman

### Trama
Dawson, in attesa di ripetere l’esame di ammissione all’Accademia dei vigili del fuoco, si prepara con ansia e determinazione a questa nuova opportunità. Tuttavia, il giorno del test si complica quando una chiamata d’emergenza la costringe a intervenire, facendole arrivare in ritardo e mettendo a rischio la sua possibilità di superare l’esame. Nel frattempo, Dawson decide di fare visita alla caserma a cui è stata assegnata temporaneamente, desiderosa di integrarsi e dimostrare il suo valore nonostante le difficoltà. Intanto, Casey, affiancato da Shay, lavora con cura e attenzione per organizzare una proposta di matrimonio speciale per Dawson. Con grande emozione e rispetto, si reca dal fratello di Dawson, Antonio, per chiedere il suo consenso a sposare la sorella, desiderando costruire un rapporto di fiducia e rispetto con lui. Nel frattempo, il capitano Boden riceve una notizia che lo riempie di gioia e al contempo di responsabilità: scopre di aspettare un figlio insieme a Donna. Colto da un mix di felicità e serietà, Boden decide di chiedere a Donna di sposarlo, determinato a formare una famiglia stabile e a dare un futuro solido a quel bambino che sta per arrivare. Intanto, Shay si trova ad affrontare un confronto difficile con la sua ex partner, un incontro che mette a nudo vecchie ferite e complicazioni emotive, segnando una tappa importante nella sua crescita personale e professionale.

## Episodio 22 - La vita non aspetta
- Titolo originale: Real Never Waits
- Diretto da: Michael Brandt
- Scritto da: Michael Brandt e Derek Haas

### Trama
Severide è profondamente tormentato dai sensi di colpa legati a una vittima di un recente intervento, un peso emotivo che lo accompagna costantemente e che inizia a influenzare il suo modo di affrontare il lavoro e i rapporti con i colleghi. Nel frattempo, Dawson riesce finalmente a superare con successo l’esame finale per diventare vigile del fuoco, un traguardo importante che però porta con sé una sorpresa: viene trasferita in un’altra caserma, lontano dalla 51, lasciando dietro di sé amicizie e legami appena consolidati. Contemporaneamente, Mills si trova a fare i conti con i dubbi e i misteri che circondano la morte del padre, una vicenda dolorosa e irrisolta che continua a tormentarlo e a influenzare le sue scelte personali e professionali.
Intanto, Herrmann prova a organizzare per Boden e Donna un matrimonio tradizionale in chiesa, ma a causa di vari imprevisti e ostacoli burocratici, non riesce a realizzare il suo progetto. Tuttavia, non si arrende e decide di sorprendere gli sposi con una cerimonia alternativa e molto sentita direttamente nella caserma 51, circondati dagli amici e dai colleghi più stretti. Durante questa cerimonia commovente, Severide affronta e allontana l’ex di Shay, che aveva fatto ritorno con intenzioni poco chiare, proteggendo così l’armonia della squadra e soprattutto Shay stessa. Nel frattempo, Casey, preso da un forte sentimento, propone ufficialmente a Dawson di sposarlo, aprendo una nuova fase della loro relazione, mentre Mouch, con il sostegno degli amici, incontra una donna affascinante che sembra mostrare un sincero interesse nei suoi confronti, offrendo una nota di speranza e leggerezza in mezzo alle difficoltà quotidiane. Tuttavia, prima che Dawson possa dare una risposta definitiva alla proposta di matrimonio, la routine della caserma viene bruscamente interrotta da una chiamata urgente che segnala un incendio di origine misteriosa all’interno di un edificio residenziale. L’intervento si fa subito complicato quando, nel corso delle operazioni di soccorso, le comunicazioni radio tra Boden, che coordina le operazioni dal comando, e i vigili all’interno dell’edificio vengono improvvisamente bloccate, lasciando tutti in ansia e nell’incertezza. Improvvisamente, un’esplosione devastante scuote l’edificio, mettendo a rischio la vita di tutti i membri della Caserma 51 che si trovano all’interno. Dal suo posto di comando, Boden grida disperatamente alla radio, cercando con tutte le sue forze di ristabilire i contatti e di sentire almeno una voce familiare tra le macerie, mentre l’intera squadra e la comunità sono in preda al terrore e alla preoccupazione. Questo drammatico e intenso evento segna la conclusione della seconda stagione, lasciando aperti molti interrogativi sul destino dei protagonisti e la loro lotta per la sopravvivenza.